# Algernonia gibbosa
Algernonia gibbosa är en törelväxtart som först beskrevs av Ferdinand Albin Pax och Käthe Hoffmann, och fick sitt nu gällande namn av Emmerich. Algernonia gibbosa ingår i släktet Algernonia och familjen törelväxter. Inga underarter finns listade i Catalogue of Life.